# Thể thao biểu diễn
Một môn thể thao biểu diễn là môn thể thao được thi đấu với mục đích tự quảng bá, thường được đưa vào chương trình Thế vận hội và một số sự kiện thể thao khác.
Thể thao biểu diễn lần đầu xuất hiện tại Thế vận hội Mùa hè 1912, khi Thụy Điển quyết định đưa glima, môn vật truyền thống của Iceland, vào chương trình đại hội, nhưng không tính thành tích của môn vào thành tích thi đấu chính thức. Hầu hết các ban tổ chức sau đó đề quyết định bao gồm một môn tại mỗi kỳ đại hội, thường là một môn đặc trưng hoặc phổ biến của nước chủ nhà, như bóng chày tại Thế vận hội Los Angeles 1984 và taekwondo tại Thế vận hội Seoul 1988. Từ năm 1912 tới 1992, chỉ có hai kỳ Thế vận hội không có môn biểu diễn. Một số môn sau này đạt đủ điều kiện để trở thành môn chính thức ở các kỳ Thế vận hội sau. Thông thường, huy chương dành cho môn thể thao biểu diễn có kích cỡ nhỏ hơn so với huy chương môn chính thức và không được tính vào thành tích của đoàn thể thao.
Các môn thể thao biểu diễn bị loại vào Thế vận hội Mùa hè 1992, do chương trình Olympic ngày một dày thêm và gây khó khăn cho ban tổ chức để có thể thu hút sự chú ý cho môn biểu diễn, do IOC yêu cầu đối xử công bằng với tất cả các môn. Tuy nhiên Ủy ban Olympic Bắc Kinh vẫn nhận được sự chấp thuận của IOC để được đưa wushu vào Thế vận hội Mùa hè 2008.
Từ Thế vận hội Mùa hè 1984 tới Thế vận hội Mùa hè 2004, hai nội dung Paralympic (nội dung đua xe lăn của nam và nữ) được đưa vào chương trình điền kinh của mỗi kỳ Thế vận hội. Các nội dung này được nhiều người coi là môn biểu diễn nhưng thực tế được sử dụng để quảng bá Thế vận hội dành cho người khuyết tật. Các nội dung của người khuyết tật cũng được cho vào môn trượt tuyết đổ đèo và Bắc Âu (chỉ có năm 1988) Thế vận hội Mùa đông vào năm 1984 và 1988.

## Thế vận hội Mùa hè
| Thê vận hội           | Môn biểu diễn | Tham dự chương trình Thế vận hội |
| --------------------- | --- | -------------------------------- |
| Paris 19001           | • câu cá (nam) • lái khinh khí cầu (nam) • boules (nam) • bắn súng thần công (nam) • cứu hỏa (nam) • thả diều (nam) • jeu de paume (nam) • cứu nạn (nam) • longue paume (nam) • motorsport (nam) • đua bồ câu (nam) • đua thuyền máy (nam) |                                  |
| St. Louis 19041       | • bóng rổ (nam) • bóng bầu dục Mỹ (nam) • bóng đá Gaelic (nam) • hurling (nam) • đua xe máy (nam) | • 1936                           |
| Luân Đôn 19081        | • polo xe đạp (nam) |                                  |
| Stockholm 1912        | • bóng chày (nam) • glima (nam) | • 19922                          |
| Antwerp 1920          | • korfball (hỗn hợp) |                                  |
| Paris 1924            | • pelota Basque (nam) • canne de combat (nam) • canoeing và đua thuyền kayak (nam) • savate (nam) • bóng chuyền | • 1936 • 1964                    |
| Amsterdam 1928        | • kaatsen (nam) • korfball (hỗn hợp) • bóng vợt (nam) |                                  |
| Los Angeles 1932      | • bóng bầu dục Mỹ (nam) • bóng vợt (nam) |                                  |
| Berlin 1936           | • bóng chày (nam) • lái tàu lượn (nam) | • 19922                          |
| Luân Đôn 1948         | • bóng vợt (nam) • thể dục dụng cụ Thụy Điển (Ling) (nam và nữ) |                                  |
| Helsinki 1952         | • pesäpallo (nam) • bóng ném (nam) | • 19723                          |
| Melbourne 1956        | • bóng đá kiểu Úc (nam) • bóng chày (nam) | • 19922                          |
| Roma 1960             | không có |                                  |
| Tokyo 1964            | • bóng chày (nam) • budō (nam) | • 19922                          |
| Thành phố México 1968 | • pelota Basque (nam) • quần vợt (nam và nữ) | • 19884                          |
| München 1972          | • cầu lông (nam và nữ) • trượt nước (nam và nữ) | • 1992                           |
| Montreal 1976         | không có |                                  |
| Moskva 1980           | không có |                                  |
| Los Angeles 1984      | • bóng chày (nam) • quần vợt (nam và nữ) | • 19922 • 19884                  |
| Seoul 1988            | • cầu lông (nam và nữ) • bóng chày (nam) • bowling (nam và nữ) • judo (nữ) • taekwondo (nam và nữ) | • 1992 2 • 1992 • 2000           |
| 1992 Barcelona        | • pelota Basque (nam và nữ) • khúc côn cầu patin quad (nam) • taekwondo (nam và nữ) | • 2000                           |
| Atlanta 1996          | không có |                                  |
| Sydney 2000           | không có |                                  |
| Athens 2004           | không có |                                  |
| Bắc Kinh 2008         | không có5 |                                  |
| Luân Đôn 2012         | không có |                                  |
| Rio de Janeiro 2016   | không có6 |                                  |

- 1 Mặc dù các môn thể thao biểu diễn chỉ "chính thức" được đưa vào từ năm 1912, tại các kỳ Olympic đầu tiên một số cuộc thi đấu được tổ chức đồng thời với các môn của đại hội, và ngày nay được công nhận là "không chính thức" hoặc cũng là các môn biểu diễn.[5]
- 2 Loại khỏi chương trình TVH sau năm 2008.
- 3 Có mặt trong chương trình năm 1936.
- 4 Có mặt trong chương trình từ 1896 tới 1924.
- 5 IOC cho phép môn wushu diễn ra song song nhưng không phải môn biểu diễn chính thức.
- 6 IOC cho phép môn eSports diễn ra song song nhưng không phải môn biểu diễn chính thức.

## Thế vận hội Mùa đông
| Thê vận hội                 | Môn biểu diễn | Tham dự chương trình Thế vận hội             |
| --------------------------- | --- | -------------------------------------------- |
| Chamonix 1924               | • tuần tra quân sự (nam) |                                              |
| St. Moritz 1928             | • tuần tra quân sự (nam) • skijoring (nam) |                                              |
| Hồ Placid 1932              | • bi đá trên băng (nam) • đua xe chó kéo (nam) • trượt băng tốc độ (nữ)                                                                                           | • 19985 • 1960                               |
| Garmisch-Partenkirchen 1936 | • tuần tra quân sự (nam) • ice stock sport (nam) |                                              |
| St. Moritz 1948             | • tuần tra quân sự (nam) • năm môn phối hợp mùa đông (nam) |                                              |
| Oslo 1952                   | • bandy (nam) |                                              |
| Cortina d'Ampezzo 1956      | không có |                                              |
| Thung lũng Squaw 1960       | không có |                                              |
| Innsbruck 1964              | • ice stock sport (nam) |                                              |
| Grenoble 1968               | • khiêu vũ băng, hay "trượt băng nhịp điệu" | • 1976                                       |
| Sapporo 1972                | không có |                                              |
| Innsbruck 1976              | không có |                                              |
| Hồ Placid 1980              | không có |                                              |
| Sarajevo 1984               | • trượt tuyết đổ đèo người khuyết tật (nam) |                                              |
| Calgary 1988                | • bi đá trên băng (nam và nữ) • trượt tuyết nghệ thuật (nam và nữ) • trượt băng vòng ngắn (nam và nữ) • trượt tuyết đổ đèo và Bắc Âu người khuyết tật (nam và nữ) | • 1998 • 1992 (chỉ trượt tuyết mogul) • 1992 |
| Albertville 1992            | • bi đá trên băng (nam và nữ) • trượt tuyết tốc độ (nam và nữ) • trượt tuyết nghệ thuật – trượt tuyết trên không và trượt tuyết ba lê (nam và nữ)                 | • 1998                                       |
| Lillehammer 1994            | không có |                                              |
| Nagano 1998                 | không có |                                              |
| Thành phố Salt Lake 2002    | không có |                                              |
| Torino 2006                 | không có |                                              |
| Vancouver 2010              | không có |                                              |
| Sochi 2014                  | không có |                                              |

- 5 Có trong chương trình năm 1924, và vào năm 2002 IOC công nhận là nội dung Olympic chính thức.